# Мазур, Валерий Леонидович
Валерий Леонидович Мазур (укр. Валерій Леонідович Мазур; род. 1939) — украинский учёный-металлург, доктор технических наук, профессор, член-корреспондент Национальной Академии наук Украины (1997), Заслуженный деятель науки и техники Украинской ССР, лауреат Государственной премии Украины в области науки и техники.

## Биография
Родился 28 октября 1939 года в г. Днепропетровске Украинской ССР. В 1956 году окончил с серебряной медалью 43-ю среднюю школу в г. Днепропетровске и поступил учиться в Днепропетровский металлургический институт. В 1959—1960 годах в соответствии с программой обучения работал подручным вальцовщика станов холодной прокатки труб и старшим кольцевым волочильных станов на Никопольском Южнотрубном заводе. Преддипломную практику проходил на заводе «Электросталь» в г. Электросталь.
В 1961 окончил Днепропетровский металлургический институт по специальности «Обработка металлов давлением», инженер-металлург.
В 1961—1965 годах — инженер-исследователь, младший научный сотрудник Украинского (позднее Всесоюзного) научно-исследовательского трубного института (г. Днепропетровск).
В 1966—1993 годах — старший инженер-исследователь, младший, старший научный сотрудник, заведующий лабораторией, отделом в Институте чёрной металлургии Министерства чёрной металлургии Академии наук Украинской ССР (г. Днепропетровск).
В 1970 году защитил диссертацию на соискание научной степени кандидата технических наук на тему «Исследование и разработка технологии производства холоднокатаного листа с оптимальной микрогеометрией поверхности»
В 1982 году защитил диссертацию на соискание учёной степени доктора технических наук на тему «Теория и технология листовой прокатки с учетом эффектов микрогеометрии поверхностей валков и деформируемого металла».
В 1987 году решением ВАК В. Л. Мазуру было присвоено учёное звание профессора.
С 1993 по 1995 год — заместитель Министра промышленности Украины, с 3 июля 1995 по июль 1997 года — Министр промышленности Украины.
С июля 1997 по май 1999 года — первый заместитель Министра промышленной политики Украины.
В 1997 году избран Членом-корреспондентом Национальной академии наук Украины.
С сентября 1999 по январь 2000 года — советник Президента Украины.
С 2000 года — главный научный сотрудник Физико-технологического института металлов и сплавов Национальной академии наук Украины.
В ходе парламентских выборов 2006 года баллотировался в народные депутаты Украины от «Партии экологического спасения „Эко + 25 %“» (№ 20 в списке).

## Производственная деятельность
В разные периоды жизни В. Л. Мазур был руководителем, исполнителем и участником многих научно-исследовательских работ по производству холоднокатаных труб специального назначения из сталей и титановых сплавов на Никопольском Южнотрубном, Первоуральском новотрубном и других трубопрокатных заводах, а также проектов по совершенствованию производства и улучшению качества листопрокатной продукции, выполняемых на металлургических комбинатах «Запорожсталь», Мариупольском им. Ильича, Магнитогорском, Череповецком, Новолипецком, Карагандинском. Руководил научно-исследовательскими работами, связанными с введением в эксплуатацию крупных металлургических комплексов на предприятиях Украины, России, Казахстана.
С 1993 по 2001 год работал в 6 составах Правительства Украины — заместителем Министра, Министром промышленности, первым заместителем Министра промышленной политики, советником Президента Украины. Курировал работу металлургической и горнорудной отрасли, цветной металлургии, машиностроительной, химической, горно-химической, деревообрабатывающей, мебельной и легкой промышленности Украины.
В системе Министерства черной металлургии СССР возглавлял научно-техническое направление «Производство горячекатаной и холоднокатаной тонколистовой стали».

## Научная деятельность
В институте черной металлургии В. Л. Мазур сформировался как достойный продолжатель и руководитель общепризнанной Днепропетровской школы ученых — листопрокатчиков, пройдя путь от старшего инженера до заведующего отделом производства тонкого листа.
Специализируется в области теории и технологии обработки металлов давлением, холодной прокатки труб, горячей и холодной прокатки тонколистовой стали.
В последние годы основное направление научных интересов В. Л. Мазура — это развитие материаловедения, теории прокатки на базе современных возможностей вычислительной техники, разработка и реализация энергосберегающих технологий в металлургии, проблемы повышения эффективности производства и улучшения качества листопрокатной продукции, (горячекатаной и холоднокатаной стали, жести), теория трения при обработке металлов давлением, вероятностные модели процессов листовой прокатки, экономика, промышленная политика.
Среди его учеников более 30 кандидатов и докторов наук.
В творческом активе В. Л. Мазура 23 монографии, более 400 научных статей и более 160 авторских свидетельств и патентов на изобретения. Наиболее известные книги: «Отделка поверхности листа» (1975); «Производство автомобильного листа» (1979); «Производство листа с высококачественной поверхностью» (1982); «Теория прокатки (гидродинамические эффекты смазки)» (1989); «Управление качеством тонколистового проката» (1997); «Теория и технология тонколистовой прокатки (численный анализ и технические приложения)» (2010); «Теория и технология прокатки (гидродинамические эффекты смазки и микрорельеф поверхности)» (2018), «Theory and Technology of Sheet Rolling. Numerical Analysis and Applications», CRC Press (2019), учебники по теории и технологии производства листопрокатной продукции на русском и украинском языках.
Активно участвует в политической и общественной жизни Украины.

## Общественная деятельность
Член Национального комитета по промышленной политике Украины.

## Награды
- Заслуженный деятель науки и техники УССР (1989)
- Член-корреспондент НАН Украины (1997)
- Лауреат Государственной премии Совета Министров СССР (1990)
- Лауреат Государственной премии Украины в области науки и техники (2000)
- Лауреат Премии имени З. И. Некрасова НАН Украины за выдающиеся научные работы в металлургии (2012)
- «Почесна відзнака Президента України» (1996)
- Орден Ярослава Мудрого V степени (2010)
- Орден «За заслуги» II степени (2014)
- Орден «За заслуги» I степени (2020)

## Родственники
Отец Мазур Леонид Фомич (1913—1982) — рабочий, токарь трубопрокатного завода им. К. Либкнехта, г. Днепропетровск; мать Варвара Ивановна (1912—1997) — рабочая; жена Мазур Валентина Александровна (1942) — инженер-металлург, ныне пенсионерка; сын Вячеслав (1970) — математик, экономист; сын Сергей (1973) — инженер-металлург, кандидат технических наук. У Мазура В. Л. три внучки и четыре внука.

## Увлечения
Музыка, теннис, горные лыжи, охота, рыбная ловля.